# Cilícia a la part de mar
Cilícia a la part de mar o simplement Cilícia era una satrapia de la Pèrsia aquemènida, dins de la satrapia d'Assíria.
La seva capital era Tars. Fins al segle iv aC la va governar una dinastia local anomenada dels Siennesis. En algun moment de la dècada del 540 aC la va conquerir Cir el Gran, i Heròdot diu que, encara que va conservar els seus propis reis, havia de pagar un tribut de 360 cavalls i 500 talents de plata cada any. La part més poblada era a les fèrtils planes del territori.
L'últim rei vassall de Cilícia, segurament Siennesis III, es va veure involucrat en la revolta de Cir el Jove contra Artaxerxes II de Pèrsia. Va recolzar Cir, i quan aquest va perdre la guerra, Artaxerxes el va desterrar i va convertir el seu país en satrapia. El segon sàtrapa de la regió va ser Mazeu, i poc després, Alexandre el Gran va expulsar el seu successor. Més tard, la zona es va incorporar a l'Imperi Romà.
Limitava al nord i nord-est amb les muntanyes del Taure i les muntanyes Amanus que la separaven al nord de la satrapia de Frígia i de Capadòcia a la part del Taure i al nord-est de la satrapia de Síria. Segurament les portes de l'Amanos, les portes Cilícies i les Portes Síries marcaven la frontera; a l'oest tocava a Pamfília, que era part de la satrapia de Frígia, en un lloc entre Coracesi i Celenderis.